# جينيسيس للاتصالات والمختبرات
جينيسيس (بالإنجليزية: Genesys)‏ هي شركة تكنولوجيا. تأسست في 1990. يقع مقرها في دالي سيتي، سان ماتيو، كاليفورنيا.

## نبذة
جينيسيس (Genesys)، المعروفة أيضاً باسم (جينيسيس للإتصالات والمختبرات) هي شركة تكنولوجيا تقدم خبراتها في إدارة العملاء وبناء مراكز الاتصالات للشركات المتوسطة والكبيرة، حيث تعرض الشركة برمجياتها المعتمدة على الحوسبة السحابية (cloud-based) أو تلك المخصصة للعمل ضمن مراكز شبكة العملاء (on-premises). يقع مقر شركة جينيسيس الرئيسي في مدينة دالي، كاليفورنيا، ولها مكاتب في كندا وأمريكا اللاتينية وأوروبا والشرق الأوسط وأفريقيا وآسيا وأستراليا. تأسست الشركة في عام 1990 وتم الاستحواذ عليها مؤخراً من قبل «برميرا للاستثمار» (Permira Funds) وشركة «تكنلوجي كروس أوفر فينجرز» (Technology Crossover Ventures) في فبراير 2012. وقاد بول سيغر الشركة منذ عام 2007، حيث وصلت نسبة عوائد الشركة السنوية إلى حوالي 740 مليون دولار أمريكي، وذلك حسب احصائيات عام 2014.

## تاريخ الشركة
تأسست جينيسيس (Genesys) بواسطة غريغري شينكمان (Gregory Shenkman) وأليك ميلوسلافسكي (Alec Miloslavsky) في أكتوبر عام 1990. كانت بداية الشركة عبارة عن قرض صغير من المال يبلغ ($150,000) مائة وخمسون ألف دولار أمريكي تم تقديمه من قبل عوائل المؤسسين. وتم إتمام طرح العرض الأولي للشركة (IPO) بنجاح في يونيو عام1997 وتم أدرجها في بورصة (NASDAQ) تحت الرمز (GTCI). قامت الشركة بالاستحواذ على شركة فورتي للبرمجيات (.Forte Software, Inc) والتي سميت فيما بعد باسم «أدنته» (Adante)، وهي شركة مختصه بتطوير أنظمة إدارة البريد الإلكتروني، حيث تم الاستحواذ عليها في نفس ذلك العام. كما قامت الشركة أيضاً بالاستحواذ على «نيكست أيج تكنلوجيز» (Next Age Technologies)، وهي شركة مختصة بتطوير أنظمة إدارة الأيدي العاملة، وذلك في يونيو من العام 1999. وقامت «ألكتل-لوسنت» (Alcatel-Lucent) أو كما كانت تسمى آنذاك (Alcatel) بالاستحواذ على شركة جينيسيس بمبلغ قدرة 1.5$ بليون دولار أمريكي وذلك في أواخر 1999.
قامت جينيسيس بشراء موجودات شركة «كول باث» (CallPath)، وهي شركة تابعة لــ IBM متخصصة في حلول الهواتف والكمبيوتر (computer telephony integration) والتي يرمز لها اختصاراً (CTI)، في عام 2001. وزادت الشركة من خبراتها في مجال بوابة التواصل الصوتي (voice portal) والاستجابة الصوتية التفاعلية، (interactive voice response) والتي يرمز لها اختصاراً بأنظمة (IVR)، بعد قيامها بالاستحواذ على شركة «تيليرا» (Telera) والتي يقع مقرها الرئيسي في كمبل في كاليفورنيا في عام 2002. ثم قامت جينيسيس بالتوسع أكثر في أنظمة (IVR) بعد استحواذها أيضاً على (GMK)، و«فويس جني» (VoiceGenie) في عام 2006.
وقد عين بول سيغر في منصب الرئيس التنفيذي لشركة جينيسيس خلفاً لـ «ويس هايدن»، وذلك في أكتوبر-تشرين الأول من عام 2007. وكان قبل ذلك يشغل منصب مدير العمليات (chief operations officer) في الشركة. وبعد مرور شهرين على تعيينه، أي في ديسمبر- كانون الأول 2007، قامت جينيسيس بالاستحواذ على «انفورميام» (Informiam)، الشركة المطورة لبرمجيات إدارة مستوى أداء عمليات خدمة العملاء. وقامت جينيسيس ايضاً بشراء شركتين في عام 2008: «كونسيروس» (Conseros) وشركة «SDE لهندسة ءتطوير البرمجيات»، حيث قامت «كونسيروس» بتطوير حلول برمجيات للأعمال ذات المستوى العالي من وظائف التشغيل، بينما قامت "SDE" بخلق برمجيات استضافة الإدارة.
وقامت كلاً من «برميرا» (Permira) و«تكنلوجي كروس أوفر فينجرز» (Technology Crossover Ventures) بالاستحواذ على جينيسيس بعد شرائها من شركة «ألكتل-لوسنت» (Alcatel-Lucent) بمبلغ 1.5$ بليون دولار أمريكي في فبراير-شباط عام 2012، لتقوم جينيسيس بعد ذلك بالاستحواذ على «أل أم سيستيما» (LM Sistema)، وهي شركة برازيلية متخصصة بتطوير أنظمة (IVR)، وذلك في أواخر تلك السنة.
كما قامت جينيسيس بالاستحواذ على خمس شركات في عام 2013. ففي يناير-كانون الثاني، قامت الشركة بالاستحواذ على «يوتوبي» (Utopy)، وهي شركة متخصصة في التحليل الصوتي وحلول تحسين قوى العمل. وبعد شهر من ذلك، قامت بشراء «إنجل» (Angel)، الشركة المطورة لأنظمة الـ (IVR) وبرمجيات مراكز الاتصال المعتمدة على الحوسبة السحابية. وفي مايو-أيار من عام 2013، قامت الشركة بإضافة «ساوند بايت» (SoundBite) للإتصالات، والتي تقدم خدمات معتمدة على الحوسبة السحابية حول أنظمة المدفوعات، والتسويق عبر الأجهزة المحمولة، وبرمجيات خدمة العملاء، وذلك بمبلغ قدرة 100$ مليون دولار أمريكي. كما اشترت جينيسيس شركة «إيكوباس» (Echopass)، وهي شركة مطورة لحلول مراكز الاتصال المعتمدة على حوسبة السحابة، وذلك في أكتوبر-تشرين الأول من نفس السنة. وأخيراً، في ديسمبر-كانون الأول، توسعت الشركة أكثر باتجاه البرازيل وأمريكا اللاتينية بعد استحواذها على الشركة المزودة لحلول تحسين قوى العمل، «فوران تكنلوجيا» (Voran Technologia).
وفي يناير 2014، قامت جينيسيس بالاستحواذ على "فينتريلو كويست" (Ventriloquist) لحلول الصوت، وهي شركة كندية تقدم حلول اتصالات الزبائن ذات قنوات متعددة بالاعتماد على برمجة السحابة، وكانت "شريكاً سابقاً لـ جينيسيس. كما قامت الشركة أيضاً بإضافة "سولاريات" (Solariat)، وهي منصة تواصل وتحليل اجتماعي للزبائن، وذلك في أواخر من ذلك الشهر.
وفي مايو-أيار من عام 2014، استحوذت جينيسيس على شركة حلول "OVM"، وهي شركة مختصة بحلول الاتصالات الآلية أو الذاتية. كما استحوذت على شركة كانا بلاس للاستشارات (CanaPlus) التي يقع مقرها في سنغفورة وذلك في سبتمبر 2014 لتتوسع بذلك إلى منطقة آسيا المحيط الهادئ.

## وصلات خارجية
- الموقع الإلكتروني